# Smaragdina schereri
Smaragdina schereri es una especie de insecto coleóptero de la familia Chrysomelidae.
Fue descrita científicamente en 2006 por Lopatin.